# Genís Matabosch Giménez
Genís Matabosch Giménez   (Figueres, 1977) és un gestor cultural especialista en circ.

## Biografia
És llicenciat en Historia de l'Art per la Universitat de Girona i Diplomat Internacional en Administració i Conservació del Patrimoni per l'Institut National du Patrimoine de París. Autor de nombroses exposicions i publicacions sobre el circ. S'ha encarregar del management de les gires catalanes d'espectacles com els Circ Raluy (1997), Moscú sobre hielo (1998), Nacional de Cuba (1998) o Medrano (2005-2007).
Posseeix la major col·lecció espanyola de documentació circense i una de les principals d'Europa, on milers de peces repasses la història de les arts circenses des dels seus orígens fins als nostres dies: gravats, vestuari, cartells, fotografies, segells, postals, material d'artistes, autògrafs, llibres, programes, porcellana, escultures... Entre les joies de la col·lecció destaca una sorprenent col·lecció de vestits de carablanca de la sastreria Vicaire, la major col·lecció mundial de segells de temàtica circense, el fons complet de negatius e Villar, fotògraf oficial de l'antic Circo Price de Madrid i la maqueta del circ Gleich, el circ en miniatura més gran del món.
Ha dirigit el Festival Internacional de Pallassos de Cornellà de Llobregat (2002-2008) i les tres edicions del Festival Internacional del Circ Ciudad de Albacete (2008-2010). Ha signat la dirección artística d'espectacles com “Euroclowns” (1998-2008), “Estrella del Circo” (2007 i 2010), “Gay Circus (2008), “Circ Charlie Rivel” (2015 i 2018) o el “Super Circus” (2015). A vegades exerceix de presentador en les seves produccions o en espectacles a França com els festivals de Saint-Paul-lès-Dax o Domont. Des de 2007 és membre habitual dels jurats oficials dels principals Festivals Internacionals de Circ del món: Mèxic, Sant Petersburg, Moscú, Wuqiao, Wuhan, Massy, Hanoi, Saint-Paul-les Dax, La Habana, Santiago de Chile, Odessa o Zhuhai.
Després de diversos anys desenvolupant el seu disseny, al 2015, Matabosch estrena una carpa única a Europa: un iglú gegant que no necessita perforar al sòl per a la seva instal·lació, sense màstils, amb tot l'aforament en butaques numerades i amb capacitat per a 826 espectadors/es.
Des de 2019 s'ha convertit en el Primer Doctor Europeu en Història del Circ, amb la qualificació cum laude per la Universitat de Barcelona.

## Circus Arts Foundation
A finals de 2011 crea Circus Arts Foundation, fundació cultural sense ànim de lucre que presideix i l'objectiu de la qual és promocionar, fomentar, divulgar, prestigiar, protegir i defensar, al territorio de l'Estat Espanyol i al de qualsevol altre estat, l'espectacle de Circ entès com a art escénica, element lúdic, part integrant de la nostra Cultura, paradigma de la multiculturalitat; els seus artistes, la seva memoria i el seu patrimoni.
A partir de 2012 dirigeix el Festival Internacional del Circ Elefant d'Or que s'estrenà a la seva ciutat natal, Figueres: un certamen que només presenta atraccions inèdites a Europa i atrau més de 30.000 espectadors/es a cada edició, essent considerat el major esdeveniment circense a Espanya, el segon festival de circ més important d'Europa i es troba entre els 5 festivals del gènere més rellevants del món.
A l'abril de 2012 la fundació obre el Centre internacional d'Estudis de Circ que custodia el major arxiu estatal de documentació circense. Al 2014 la fundació rep la donació del fons complet de cartells de circ de la familia Fernández-Ardavín i al 2015 adquireix el major circ miniatura del món: una reproducció a escala de l'històric Circ Gleich d'Alemanya que visità Espanya al 1929.
Al desembre de 2014 Matabosch crea el Gran Circ de Nadal al gran Pavelló Municipal de Girona-Fontajau que cada edició atrau més de 20.000 espectadors/es i que amb 5 edicions s'ha postulat com un dels referents europeus de les produccions circenses en período nadalenc. El gener de 2017 crea el Gran Circ dels Reis Mags a la Tarraco Arena Plaza de Tarragona.
Dirigeix les col·leccions de llibres "Javier Sáinz Moreno" y "FotoCirco".